# فلیپه مینیامبرس
فیلیپه مینامبرس (انگلیسی: Felipe Miñambres؛ زادهٔ ۲۹ آوریل ۱۹۶۵) بازیکن فوتبال اهل اسپانیا است.
از باشگاه‌هایی که در آن بازی کرده‌است می‌توان به باشگاه ورزشی تنریف، باشگاه فوتبال اسپورتینگ خیخون، و باشگاه فوتبال زامورا اشاره کرد.
وی همچنین در تیم ملی فوتبال اسپانیا بازی کرده‌است.